# Крістіан Мба
Крістіан Мба (англ. Christian Mba; нар. 12 жовтня 1999, Асаба, Дельта, Нігерія) — нігерійський футболіст, центральний нападник харківського «Металіста 1925».

## Життєпис
Народився в місті Асаба, столиці нігерійського штату Дельта. Про кар'єру на батьківщині дані відсутні.

### «Трепча'89»
На початку лютого 2022 року перебрався до Європи, де став гравцем косівського клубу «Трепча'89». У другій половині сезону 2021/22 років на футбольне поле в складі першої команди не виходив. Дебютував на професійному рівні 13 серпня 2022 року в нічийному (2:2) домашньому поєдинку 1-го туру Суперліги Косова проти «Дріти» (Г'їлані). Крістіан вийшов на поле в стартовому складі та відіграв увесь матчі, а на 35-й та 27-й хвилинах відзначився першими голами за нову команду. У першій половині сезону 2022/23 років відзначився 10-ма голами в 18-ти матчах вищого дивізіону чемпіонату Косова.

### «Партизані»
29 січня 2023 року перейшов до «Партизані». За даними інтернет-порталу албанці заплатили попередньому клубу нігерійця 100 000 євро. Дебютував за клуб із Тирани 30 січня 2023 року в нічийному (1:1) домашньому поєдинку 19-го туру Суперліги Албанії проти «Егнатії». Мба вийшов на поле на 69-й хвилині замість ганця Альфреда Менси. Першим голом за «Партизані» відзначився 6 березня 2023 року на 20-й хвилині переможного (2:0) домашнього поєдинку 24-го туру албанської Суперліги проти «Тирани». Мба вийшов на поле в стартовому складі, а на 45+2-й хвилині отримав жовту картку, а на 79-й хвилині його замінив Теді Цара. Загалом у столичному клубі провів близько двох сезонів, за цей час у чемпіонаті Албанії зіграв 63 матчі (15 голів), ще 5 поєдинків провів у кубку Албанії.

### «Металіст 1925»
Наприкінці грудня 2024 року стало відомо, що нігерієць близький до переходу в «Металіст 1925». 11 січня 2025 року офіційно уклав договір з харківським клубом, розрахований до середини 2029 року. За даними інтернет-порталу Transfermarkt сума відступних склала 250 000 євро.

## Досягнення
«Партизані» (Тирана)
- Суперліга Албанії
  -  Чемпіон: 2022/23
  -  Срібний призер: 2023/24

- Суперкубок Албанії
  -  Володар: 2023